# Moorweichkäfer
Die Moorweichkäfer oder Wiesenkäfer (Dascillidae) sind eine Familie der Käfer, die weltweit vorkommt.

## Beschreibung
Die Käfer erreichen eine Körperlänge von 4,5 bis 25 Millimetern. Sie haben einen elliptischen, langen Körper, der zwei- bis viermal länger als breit ist. Die Deckflügel sind zwei- bis achtmal länger als der Halsschild. Ihre Körperfärbung ist meist grau, braun oder orange-bräunlich. Die Tiere haben eine sehr dichte, samtene Behaarung, die meist die Grundfärbung überdeckt. Ihre elfsegmentigen, fadenförmigen oder mehr oder weniger stark gekämmten Fühler sind nur etwa halb so lang wie die Körperlänge. Manche Arten, wie etwa Escalerina microcephala, weisen stark ausgebildete Mandibeln auf. Die Beine haben fünf Tarsenglieder, von denen auf dem zweiten bis vierten Glied beidseitig kleine Lappen abstehen. Ihre Flügel sind gut entwickelt. Der Hinterleib (Abdomen) hat acht Segmente.

## Lebensweise
Die Imagines findet man oft auf Blüten sitzend. Die Larven sehen Engerlingen ähnlich und leben im Boden, an Wurzeln fressend. Mindestens eine Art der Unterfamilie Karumiinae lebt in Abhängigkeit von Termiten, es wird aber vermutet, dass sämtliche Vertreter dieser Familie eine solche Lebensweise haben.

## Systematik (Europa)
Bis jetzt sind ca. 50 Arten bekannt, von denen nur drei in Europa vorkommen. Ihr Hauptverbreitungsgebiet ist Asien.
- Behaarter Moorweichkäfer (Dascillus cervinus) (Linnaeus, 1758)
- Dascillus elongatus Falderman, 1836
- Dascillus sicanus Fairmaire, 1861